# Anzeling
Anzeling – miejscowość i gmina we Francji, w regionie Grand Est, w departamencie Mozela.
Według danych na rok 1990 gminę zamieszkiwało 366 osób, a gęstość zaludnienia wynosiła 62 osób/km² (wśród 2335 gmin Lotaryngii Anzeling plasuje się na 691. miejscu pod względem liczby ludności, natomiast pod względem powierzchni na miejscu 930.).